# Uhtlatsee
Der Uhtlatsee ist ein See bei Grünz im Landkreis Vorpommern-Greifswald in Mecklenburg-Vorpommern.
Das etwa 1,3 Hektar große Gewässer befindet sich im Gemeindegebiet von Penkun, 1,5 Kilometer südöstlich vom Ortszentrum in Grünz entfernt. Der See verfügt über keinen natürlichen Zu- oder Abfluss. Die maximale Ausdehnung des Uhtlatsees beträgt etwa 220 mal 80 Meter.